# Le Grand-Madieu
Le Grand-Madieu ist eine französische Gemeinde mit 154 Einwohnern (Stand: 1. Januar 2022) im Département Charente in der Region Nouvelle-Aquitaine (vor 2016 Poitou-Charentes); sie gehört zum Arrondissement Confolens und zum Kanton Charente-Bonnieure. Die Einwohner werden Madieusains genannt.

## Geographie
Le Grand-Madieu liegt etwa 38 Kilometer nordnordöstlich von Angoulême. Le Grand-Madieu wird umgeben von den Nachbargemeinden Le Vieux-Cérier im Norden, Saint-Laurent-de-Céris im Osten, Saint-Claud im Süden, Parzac im Süden und Westen sowie Turgon im Nordwesten.

## Bevölkerungsentwicklung
| Jahr                       | 1962 | 1968 | 1975 | 1982 | 1990 | 1999 | 2006 | 2019 |
| Einwohner                  | 250  | 205  | 208  | 188  | 170  | 149  | 174  | 162  |
| Quellen: Cassini und INSEE |      |      |      |      |      |      |      |      |

## Sehenswürdigkeiten
- Kirche Saint-Jean-Baptiste, frühere Kommende des Tempelritterordens, aus dem 12. Jahrhundert, seit 1973 Monument historique
- Eisenbahnviadukt, 1902 bis 1905 erbaut, seit 1950 stillgelegt, seit 2004 Monument historique

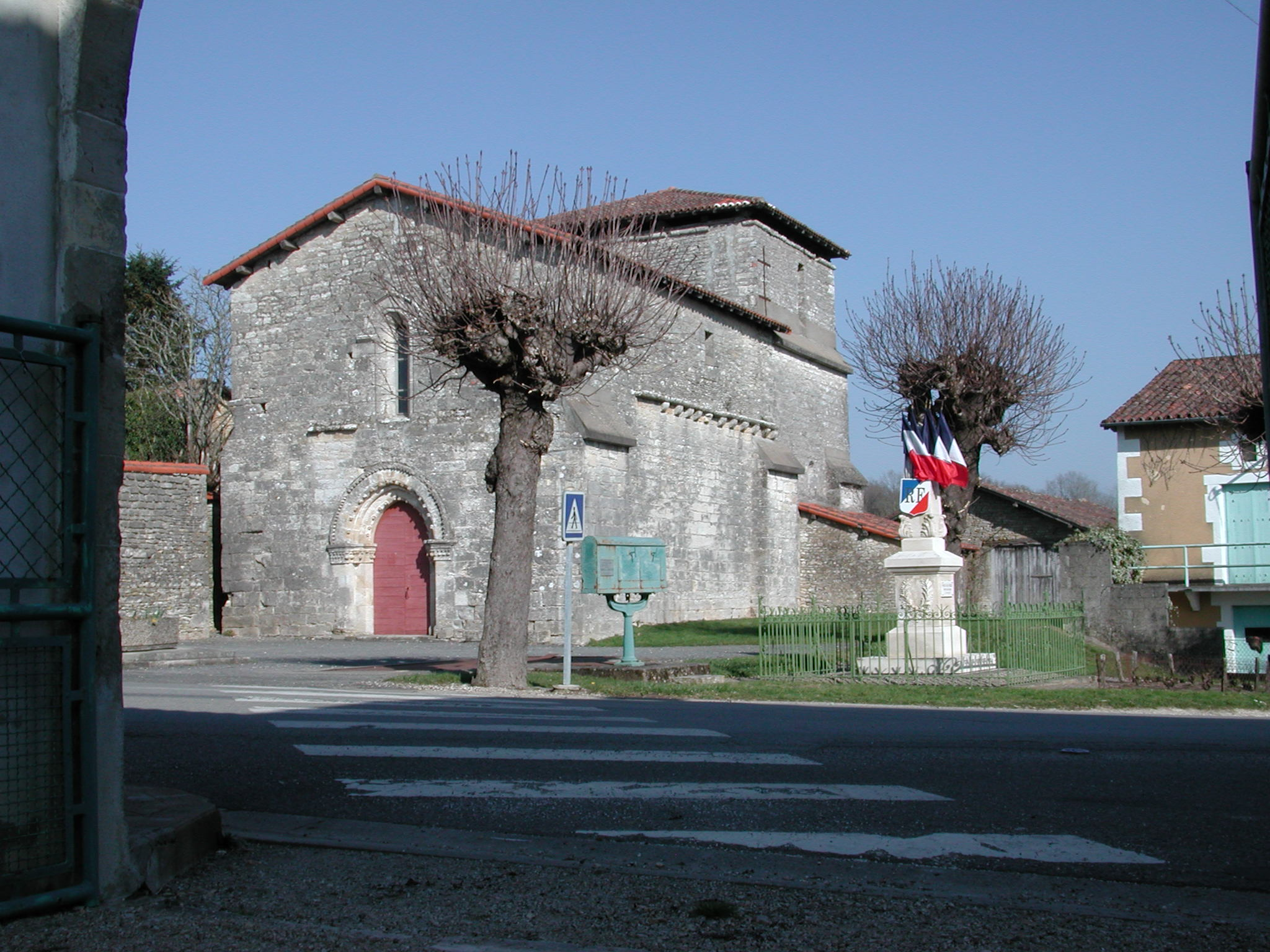
Kirche Saint-Jean-Baptiste
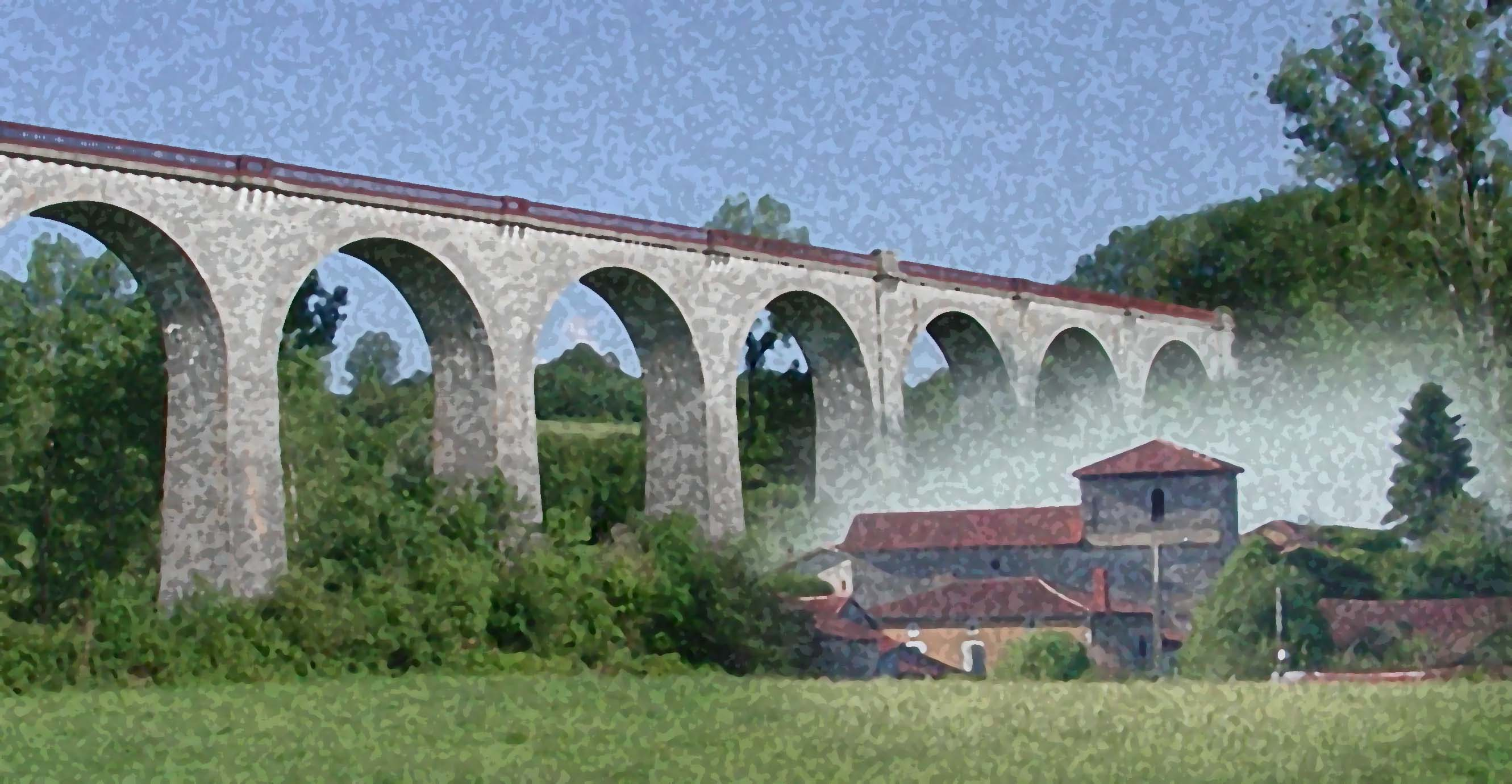
Eisenbahnviadukt
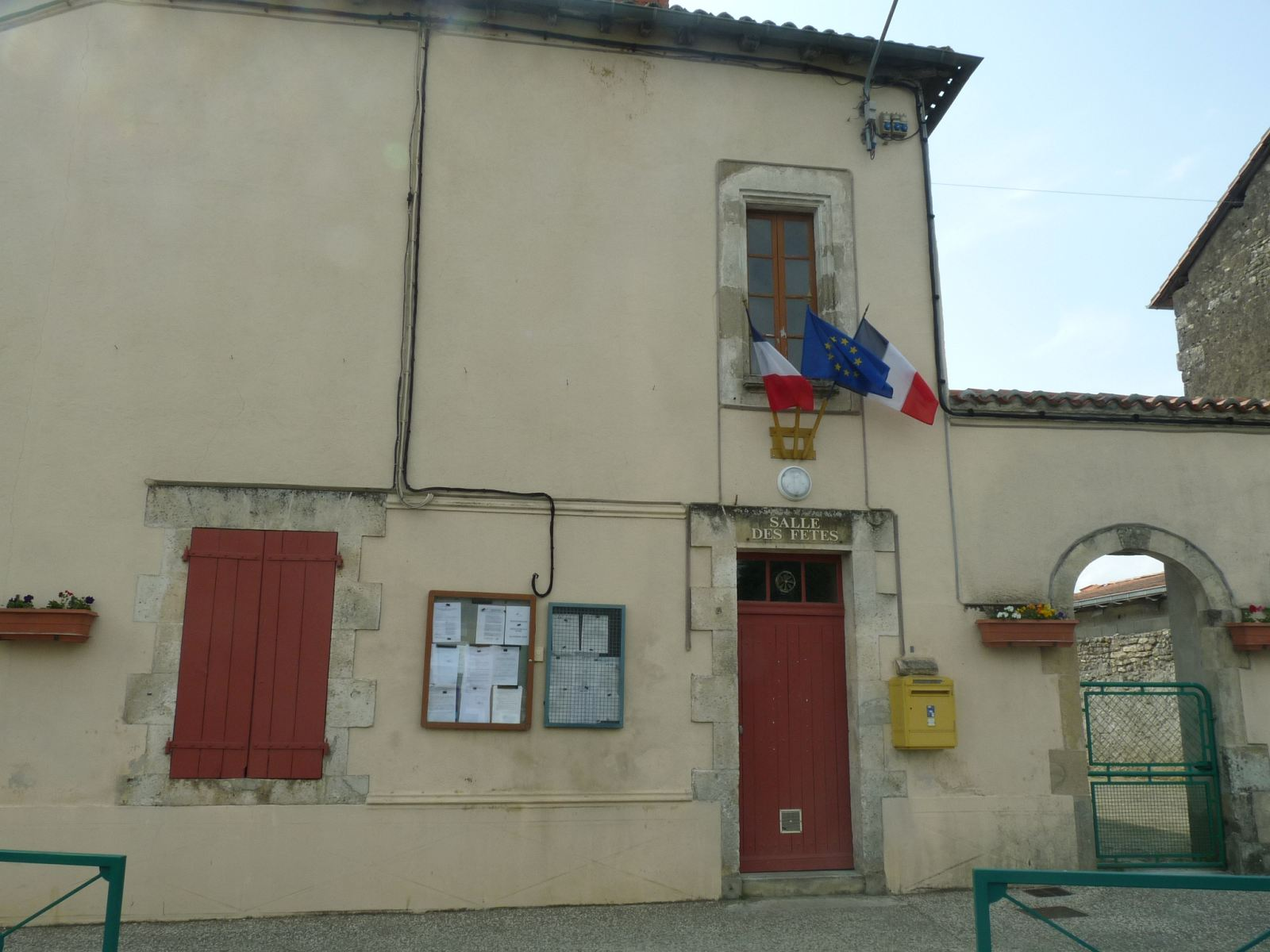
Rathaus (Mairie) von Le Grand-Madieu